# Pinnacle Point
Pinnacle Point è un promontorio sulla costa meridionale del Sudafrica, che protrude nell'Oceano Indiano, noto per la ricchezza di reperti che mostrano come la zona sia stata abitata dalla nostra specie tra 165 000 e 48 000 anni fa, pertanto anche durante il lungo periodo glaciale MIS 6, durato da 195 000 a 123 000 anni fa.

## Ambiente

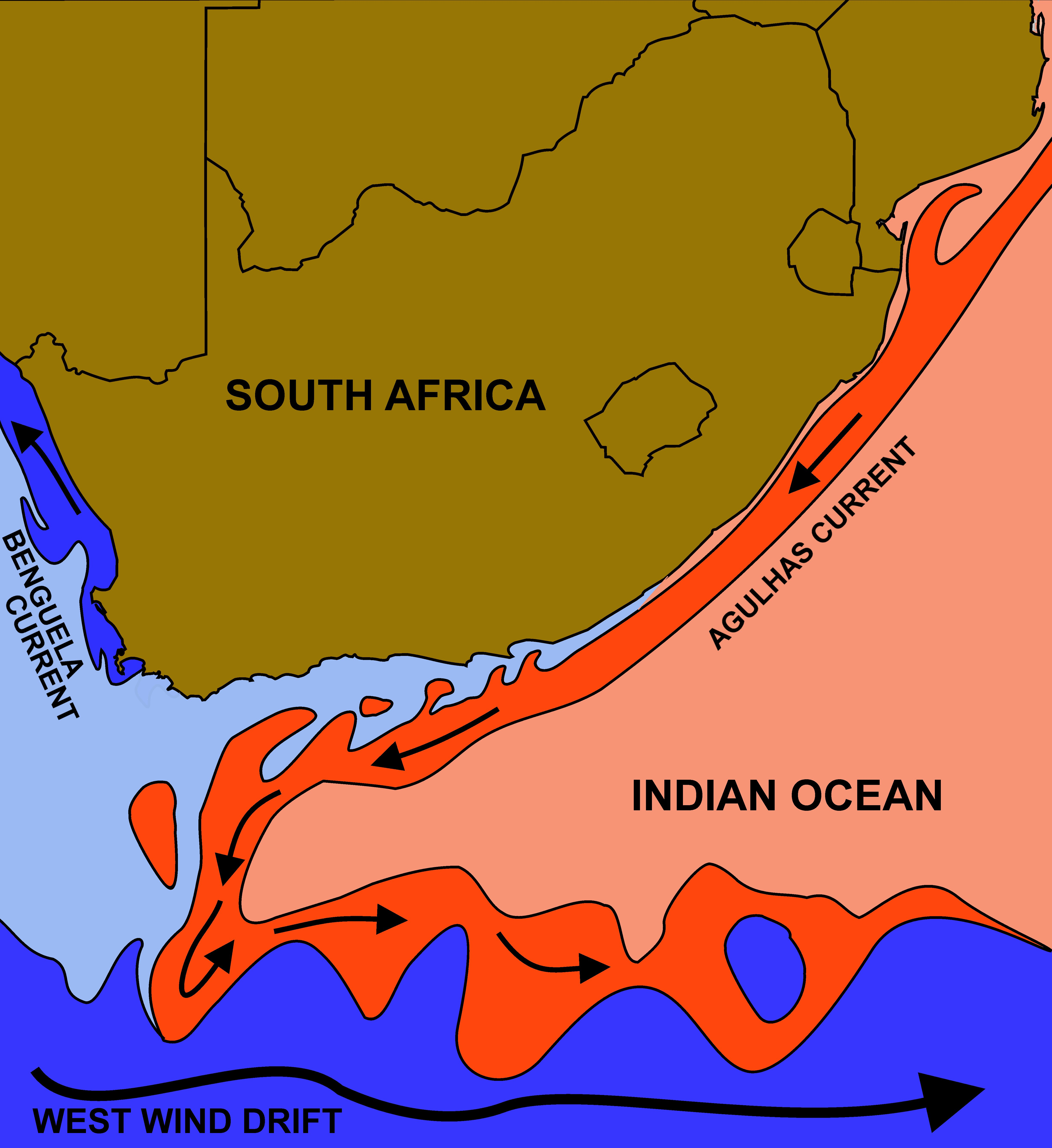
La calda corrente di Agulhas (in rosso) lungo le coste orientali del Sudafrica e la fredda corrente del Benguela (in blu) lungo le coste occidentali.

Pinnacle Point, un promontorio ricco di cavità naturali situato nei pressi della città di Mossel Bay, è posto all'interno della Regione floristica del Capo, un hotspot di biodiversità caratterizzato dalla massima diversità vegetale della Terra. In particolare, il suolo è ricco di geofite, una fonte alimentare importante per l'alto contenuto in carboidrati e la povertà in fibre. Il mare prospiciente è invece caratterizzato dall'incontro della corrente del Benguela (fredda) con la corrente di Agulhas (calda): l'ambiente oceanico così vario nutre diverse specie di molluschi, importanti fonti di proteine e di acidi grassi essenziali omega-3. La disponibilità di entrambe queste due importanti componenti alimentari, carboidrati e proteine, è stata alta anche durante le condizioni di glaciazione: le geofite, che crescono sottoterra, si sono adattate a condizioni di aridità, mentre i molluschi diventano più abbondanti al calare delle temperature oceaniche.

## Paleontologia

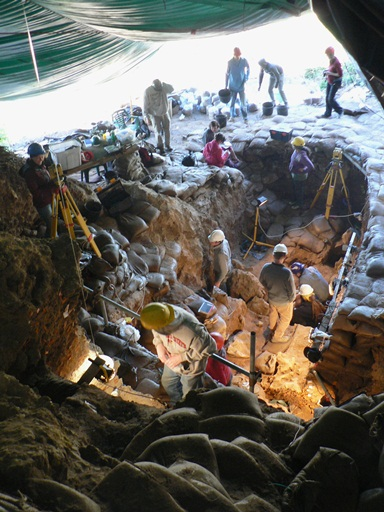
Scavi in una delle grotte di Pinnacle Point nel 2011.

Una campagna di scavi iniziata nel 1999  nella caverna chiamata con la sigla «PP13B», posta a 13 m s.l.m., ha rivelato ricchi resti archeologici, con focolari e strumenti di pietra risalenti anche a 164 000 anni fa. I piccoli strumenti litici sono di silcrete, una roccia la cui lavorazione richiedeva il riscaldamento per lungo tempo alla temperatura di 350 °C, cioè per mezzo di una tecnica che fino a poco tempo fa si riteneva avesse avuto origine in Francia nel Solutreano, in epoca molto più recente. Sono stati inoltre trovati numerosi pezzi di ocra lavorati il che fa ritenere una preferenza, da parte degli antichi esseri umani, per il colore rosso forse perché associato alla fertilità.
La raccolta dei frutti di mare in questa zona può essere pericolosa in quanto questi organismi vivono sulle scogliere della zona intertidale, laddove l'onda della marea di ritorno può travolgere il raccoglitore; una raccolta sicura è possibile solo con le basse maree sigiziali. Poiché le maree sono legate alle fasi lunari, Curtis W. Marean ha ipotizzato che già 164.000 anni fa gli abitanti della grotta PP13B ricorressero a qualche calendario lunare, come fanno i moderni popoli costieri.
I reperti archeologici di Pinnacle Point hanno evidenziato che le capacità cognitive avanzate sono apparse negli esseri umani in tempi molto più remoti di quanto si ritenesse fino a poco tempo fa. La ricchezza in molluschi e piante commestibili in questa regione fanno ritenere che possa essere stato uno dei pochissimi luoghi in cui gli esseri umani avrebbero potuto sopravvivere durante il lungo periodo glaciale MIS6. È stato ipotizzato inoltre che tutti gli esseri umani moderni discendano da un unico gruppo di ominidi sopravvissuto in questa regione.